# Schlacht von Blarathon
Die Schlacht von Blarathon wurde im Spätsommer 591 in der Nähe von Ganzak zwischen einer verbündeten oströmisch-sassanidischen Armee und einer weiteren persischen Armee unter der Führung des Usurpators Bahram Tschobin ausgetragen.
Im Grunde handelte es sich um eine oströmische Intervention in einen innerpersischen Konflikt. Die vereinten Streitkräfte wurden von Johannes Mystakon, Narses und dem 590 aus Persien geflüchteten sassanidischen König Chosrau II. angeführt. Die römisch-persische Armee war siegreich. Sie vertrieb damit Bahram Tschobin, der später ermordet wurde, von der Macht und setzte Chosrau im Auftrag von Kaiser Maurikios wieder als Herrscher des Sassanidenreiches ein. Nach der Schlacht zogen sich die oströmischen Truppen wieder zurück. Hauptquelle für die Ereignisse ist das fünfte Buch der Historien des Theophylaktos Simokates; ergänzende Informationen finden sich bei Pseudo-Sebeos und Tabari.
Römer und Sassaniden hatten seit 572 gegeneinander Krieg geführt; die erfolgreiche Intervention führte nun zum Abschluss eines für den Kaiser günstigen Friedens: Die oströmische Belohnung für die Wiedereinsetzung Chosraus auf den Thron war die Rückgabe der Festungen Dara und Martyropolis. Zusätzlich stimmte Chosrau einer neuen Aufteilung des Kaukasus zu, nach der die Perser den Oströmern viele wichtige Städte Persarmeniens, wie z. B. Tigranokerta, Manzikert, Baguana, Valarsakert, Bagaran, Vardkesavan, Jerewan, Ani, Kars, und Zarisat übergeben mussten. Fast das gesamte Königreich Iberien, inbegriffen die Städte Ardahan, Lori, Dmanissi, Achalziche, Mzcheta und Tontio, wurde überdies römisches Protektorat. Außerdem wurde die Stadt Cytaea an Lasika übergeben, ein anderes oströmisches Klientelkönigreich.
Die Schlacht von Blarathon und der anschließende Frieden, der Ende 591 geschlossen wurde, veränderten die oströmisch-sassanidischen Beziehungen, wobei das erstere für das folgende Jahrzehnt eine dominierende Position erlangte. Als aber 602 Maurikios gestürzt und getötet wurde, sollte Chosrau II. die Gelegenheit ergreifen und versuchen, den Frieden von 591 zu revidieren (siehe Römisch-Persische Kriege).